# Neoconocephalus parvus
Neoconocephalus parvus är en insektsart som först beskrevs av Ludwig Redtenbacher 1891.  Neoconocephalus parvus ingår i släktet Neoconocephalus och familjen vårtbitare. Inga underarter finns listade i Catalogue of Life.